# Anton Nanut
Anton Nanut est un chef d'orchestre slovène, né le 13 septembre 1932 à Kanal (en) (commune de Kanal ob Soči) en Slovénie et mort le 13 janvier 2017 à Šempeter pri Gorici, dans la commune de Šempeter-Vrtojba.

## Biographie
Anton Nanut étudie la musique au conservatoire de Ljubljana avant de diriger l'orchestre symphonique de Dubrovnik dont il est le chef principal de 1958 à 1971. Pendant cette période, il dirige également à Londres, Prague et Varsovie. Avec l'orchestre symphonique de Dubrovnik, il effectue plusieurs tournées en Hongrie, en Italie et en Autriche.
En 1971, Anton Nanut est nommé chef principal de l'Orchestre philharmonique slovène tout en dirigeant le département de direction au conservatoire de Ljubljana. Avec cet orchestre, il effectue plusieurs tournées aux États-Unis et en URSS notamment.
De 1981 à 1998, Anton Nanut est chef principal de l'Orchestre symphonique de la radio slovène avec lequel il s'est rendu dans de nombreux pays, aux États-Unis (à Carnegie Hall) ou au Mexique par exemple. Durant cette période, il enregistre près de 150 disques pour de petits labels (principalement la firme Stradivari Classics) dans des collections économiques qui ont été largement diffusées en Europe. Ses interprétations sont de grande qualité même s'il n'a pas enregistré pour les grandes firmes de l'industrie du disque classique.
Il a conduit aussi l'Orchestre de chambre slovène et la formation vocale appelée « Octuor Slovène ».
Anton Nanut a reçu de nombreux prix, tel le prix Milka Ternina.
Il meurt le 13 janvier 2017 à l'âge de 84 ans.